# 예산 수덕사 소조불상좌상
수덕사 소장 소조불상좌상(修德寺 所藏 塑造佛像坐像)은 대한민국 충청남도 예산군 덕산면 사천리, 수덕사 근역성보관에 있는 조선시대의 불상이다. 2003년 10월 30일 충청남도의 문화재자료 제384호로 지정되었다.

## 개요
수덕사에 소장되어 있는 소조불상 좌상으로 높이 39cm, 어깨폭 13cm, 무릎폭 21.7cm이다.
조선후기 18세기 이후에 조성된 소조불로서 윤왕좌의 자세에 머리에서부터 백의 같은 천을 덮어 쓴 형식의 백의관음으로서 그 예가 매우 드문 작품이며 양식적으로 특이성을 지니고 있어 불교미술사적인 측면에서 중요한 가치가 있다.

## 참고 자료
- 수덕사 소장 소조불상좌상 - 국가유산청 국가유산포털